# Leona Popović
Leona Popović (Fiume, 13 novembre 1997) è una sciatrice alpina croata.

## Biografia
Leona Popović, originaria di Mrkopalj e attiva in gare FIS dal novembre del 2013, ha esordito in Nor-Am Cup il 1º dicembre 2014 partecipando allo slalom speciale di Copper Mountain, non completando la prima manche. Dodici giorni dopo il suo esordio nel circuito continentale nordamericano, il 13 dicembre, ha conquistato il suo primo podio arrivando seconda nello slalom speciale di Panorama.
Ha esordito in Coppa del Mondo il 4 gennaio 2015 nello slalom speciale di Zagabria Sljeme, che non ha terminato, e ai Campionati mondiali in occasione della rassegna iridata di Vail/Beaver Creek 2015, dove è stata 36ª nella discesa libera, 30ª nel supergigante, 37ª nello slalom gigante, 27ª nello slalom speciale e non ha concluso la combinata.
Ai Mondiali di Sankt Moritz 2017 non ha completato supergigante, slalom gigante, slalom speciale e combinata. L'11 gennaio 2018 ha esordito in Coppa Europa, classificandosi 11ª nel supergigante di Innerkrems, e ai successivi XXIII Giochi olimpici invernali di Pyeongchang 2018, sua prima presenza olimpica, non ha completato lo slalom gigante; ai Mondiali di Cortina d'Ampezzo 2021 si è classificata 25ª nello slalom gigante e 21ª nello slalom speciale e il 15 dicembre dello stesso anno ha conquistato in Valle Aurina in slalom speciale il primo podio in Coppa Europa (2ª).
L'anno dopo ai XXIV Giochi olimpici invernali di Pechino 2022 si è piazzata 23ª nello slalom speciale, mentre ai Mondiali di Courchevel/Méribel 2023 è stata 17ª nella medesima specialità. Sempre in slalom speciale il 18 marzo 2023 ha conquistato a Soldeu il primo podio in Coppa del Mondo (2ª) e il 21 febbraio 2024 a Malbun la prima vittoria in Coppa Europa.

## Palmarès

### Coppa del Mondo
- Miglior piazzamento in classifica generale: 27ª nel 2023
- 2 podi:
  - 2 secondi posti

### Coppa Europa
- Miglior piazzamento in classifica generale: 34ª nel 2022
- 2 podi:
  - 1 vittoria
  - 1 secondo posto

#### Coppa Europa - vittorie
| Data             | Località | Paese         | Specialità |
| ---------------- | -------- | ------------- | ---------- |
| 21 febbraio 2024 | Malbun   | Liechtenstein | SL         |

Legenda:

SL = slalom speciale

### Nor-Am Cup
- Miglior piazzamento in classifica generale: 6ª nel 2015
- 11 podi:
  - 4 secondi posti
  - 7 terzi posti

### Campionati croati
- 6 medaglie[1]:
  - 3 ori (slalom speciale nel 2022; slalom gigante, slalom speciale nel 2023)
  - 3 argenti (slalom gigante, slalom speciale nel 2021; slalom gigante nel 2022)